# Trédaniel
Cet article concerne la commune des Côtes-d'Armor. Pour les autres significations, voir Trédaniel (homonymie).
Trédaniel [tʁedanjɛl] est une commune française rurale, située dans le département des Côtes-d'Armor, en région Bretagne.
Ses habitants portent le nom de Trédanielaises et Trédanielais.

## Géographie
Trédaniel se situe à une altitude comprise entre 86 et 331 mètres. Les communes à proximité sont Moncontour (1,2 km), Trébry (4,7 km), Plémy (5,4 km), Hénon (5,6 km) et Bréhand (5,8 km). Elle se trouve au sud-est de Saint-Brieuc, la préfecture départementale et à 76 km au nord-ouest de Rennes, la préfecture régionale.
Le climat est océanique avec des étés tempérés.
Le cours d'eau l'Evron, long de 25,9 km, traverse le village.
| Moncontour | Bréhand   |        |
| Plémy      | Trédaniel | Trébry |
|            | Le Mené   |        |

### Hydrographie
Pour un article plus général, voir Réseau hydrographique des Côtes-d'Armor.
La commune est située dans le bassin Loire-Bretagne. Elle est drainée par l'Evron, le Margot et l'Étang Prioux,,.
L'Évron, d'une longueur de 26 km, prend sa source dans la commune de Plémy et se jette  dans le Gouessant à Lamballe-Armor, après avoir traversé dix communes. 
Le Margot, d'une longueur de 11 km, prend sa source dans la commune de Trébry et se jette  dans l'Évron à Quessoy, après avoir traversé quatre communes. 
Un plan d'eau complète le réseau hydrographique : l'étang de l'Enseigne (0,58 ha),.

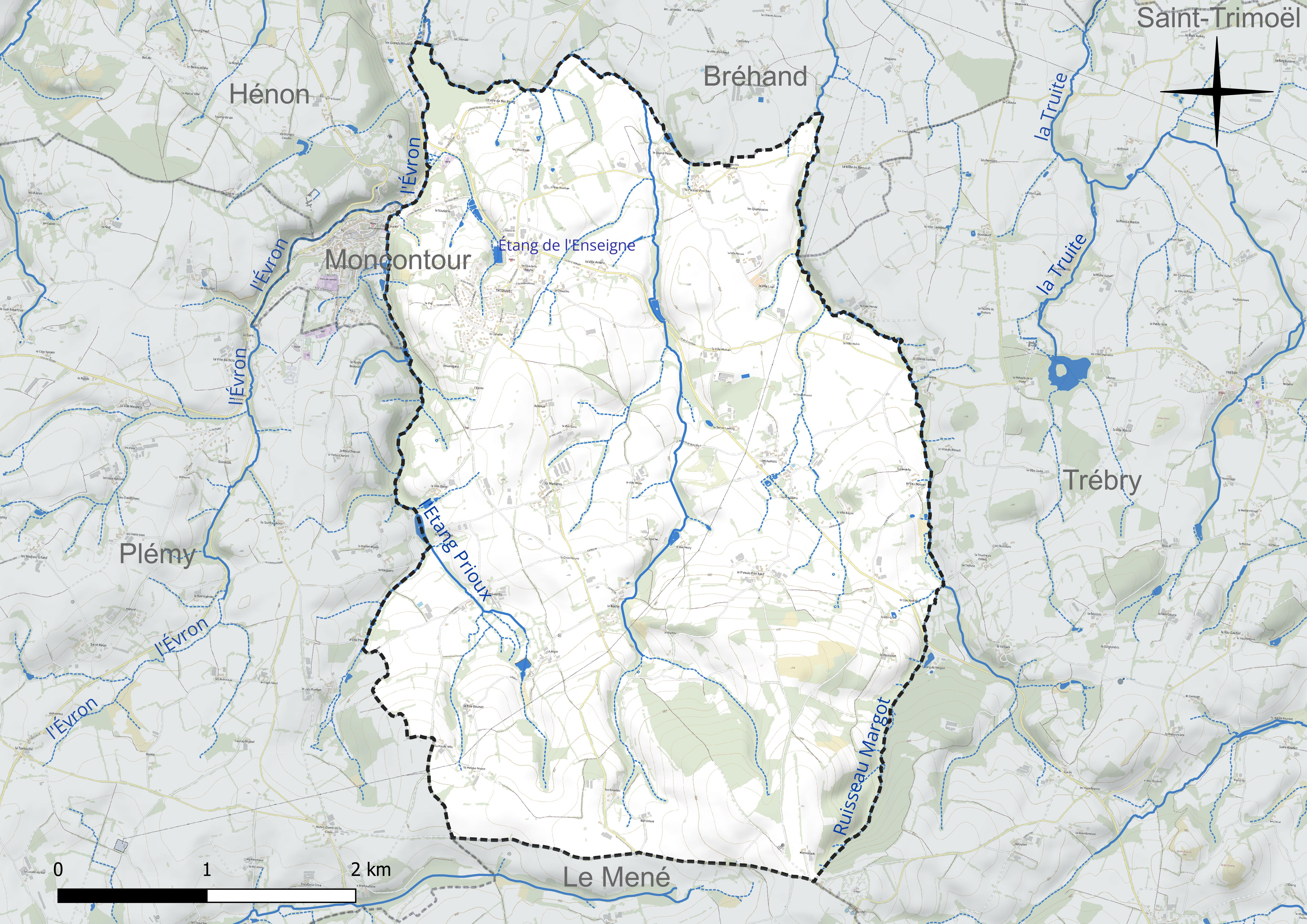
Réseau hydrographique de Trédaniel.

### Climat
Pour des articles plus généraux, voir Climat de la Bretagne et Climat des Côtes-d'Armor.
En 2010, le climat de la commune est de type climat océanique franc, selon une étude du CNRS s'appuyant sur une série de données couvrant la période 1971-2000. En 2020, Météo-France publie une typologie des climats de la France métropolitaine dans laquelle la commune est exposée à un climat océanique et est dans la région climatique  Finistère nord, caractérisée par une pluviométrie élevée, des températures douces en hiver (6 °C), fraîches en été et des vents forts. Parallèlement l'observatoire de l'environnement en Bretagne publie en 2020 un zonage climatique de la région Bretagne, s'appuyant sur des données de Météo-France de 2009. La commune est, selon ce zonage, dans la zone « Intérieur », exposée à un climat médian, à dominante océanique.  
Pour la période 1971-2000, la température annuelle moyenne est de 10,9 °C, avec une amplitude thermique annuelle de 11,5 °C. Le cumul annuel moyen de précipitations est de 824 mm, avec 12,4 jours de précipitations en janvier et 6,9 jours en juillet. Pour la période 1991-2020, la température moyenne annuelle observée sur la station météorologique la plus proche, située sur la commune de Plœuc-L'Hermitage à 10 km à vol d'oiseau, est de 11,1 °C et le cumul annuel moyen de précipitations est de 954,7 mm,. Pour l'avenir, les paramètres climatiques de la commune estimés pour 2050 selon différents scénarios d'émission de gaz à effet de serre sont consultables sur un site dédié publié par Météo-France en novembre 2022.

## Urbanisme

### Typologie
Au 1er janvier 2024, Trédaniel est catégorisée bourg rural, selon la nouvelle grille communale de densité à 7 niveaux définie par l'Insee en 2022.
Elle est située hors unité urbaine. Par ailleurs la commune fait partie de l'aire d'attraction du Mené, dont elle est une commune de la couronne,. Cette aire, qui regroupe 6 communes, est catégorisée dans les aires de moins de 50 000 habitants,.

### Occupation des sols
L'occupation des sols de la commune, telle qu'elle ressort de la base de données européenne d’occupation biophysique des sols Corine Land Cover (CLC), est marquée par l'importance des territoires agricoles (90,4 % en 2018), une proportion sensiblement équivalente à celle de 1990 (90,6 %). La répartition détaillée en 2018 est la suivante : 
terres arables (54,6 %), prairies (25,2 %), zones agricoles hétérogènes (10,5 %), forêts (6,4 %), zones urbanisées (3,2 %). L'évolution de l’occupation des sols de la commune et de ses infrastructures peut être observée sur les différentes représentations cartographiques du territoire : la carte de Cassini (XVIIIe siècle), la carte d'état-major (1820-1866) et les cartes ou photos aériennes de l'IGN pour la période actuelle (1950 à aujourd'hui).

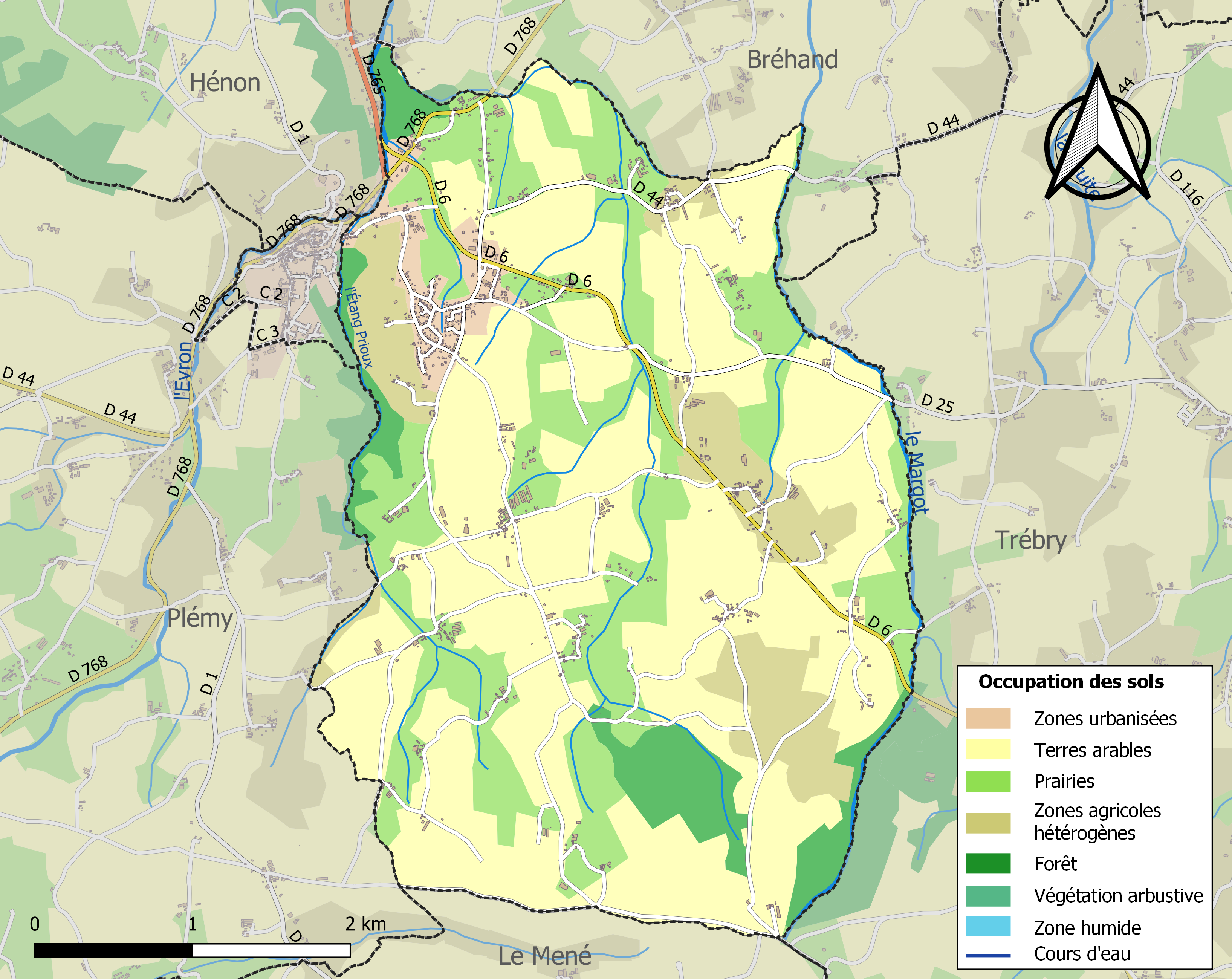
Carte des infrastructures et de l'occupation des sols de la commune en 2018 (CLC).

## Toponymie
On trouve la trace de Trédaniel en 1152, 1275 et en 1516.

En 1801, la commune portait le nom de Trenadiel[réf. nécessaire].
Étymologiquement, Trédaniel vient du breton trev qui signifie village auquel on a ajouté Daniel.
Le nom breton du village est Trezeniel[réf. nécessaire].

## Histoire
Trédaniel a fait partie de la paroisse primitive de Bréhand. On trouve la trace de Trédaniel en 1152 dans une charte de Rivallon en rapport avec l'abbaye de Saint-Melaine de Rennes. La paroisse est connue en 1275. Sous l'Ancien Régime, elle faisait partie du diocèse de Saint-Brieuc. La justice était rendue par le premier président du parlement de Bretagne, qui était propriétaire des terres. Sous la Révolution, la paroisse de Trédaniel relevait de Moncontour.

### LeXXesiècle

#### Les guerres duXXesiècle
Le monument aux morts porte les noms des 43 soldats morts pour la Patrie :
- 40 sont morts durant la Première Guerre mondiale ;
- 3 sont morts durant la Seconde Guerre mondiale.

## Politique et administration
| Période                                  | Période                   | Identité              | Étiquette | Qualité                                                                                                 |
| ---------------------------------------- | ------------------------- | --------------------- | --------- | --- |
| Les données manquantes sont à compléter. |                           |                       |           | |
|                                          |                           | M. Le Breton          |           | |
|                                          |                           | Eugène Salmon         |           | Ancien juge de paix                                                                                     |
| ca. 1957                                 |                           | M. Rebindaine         | SFIO      | |
|                                          |                           | Charles Gicquel       |           | |
| avant 1966                               | juillet 1973 (décès)      | Louis Valo            |           | |
| août 1973                                | mars 2001                 | Armand Le Mounier     |           | Agriculteur retraité, maire honoraire Premier adjoint au maire (1971 → 1973) Président du SIVOM du Mené |
| mars 2001                                | avril 2003 (décès)        | Robert Mercier        |           | Artisan maçon                                                                                           |
| juin 2003                                | mars 2014                 | Jean-Jacques Andrieux |           | Technicien retraité                                                                                     |
| mars 2014                                | En cours (au 25 mai 2020) | Christophe Robin      |           | Éleveur Réélu pour le mandat 2020-2026                                                                  |

## Démographie
L'évolution du nombre d'habitants est connue à travers les recensements de la population effectués dans la commune depuis 1793. Pour les communes de moins de 10 000 habitants, une enquête de recensement portant sur toute la population est réalisée tous les cinq ans, les populations de référence des années intermédiaires étant quant à elles estimées par interpolation ou extrapolation. Pour la commune, le premier recensement exhaustif entrant dans le cadre du nouveau dispositif a été réalisé en 2008.

En 2022, la commune comptait 896 habitants, en évolution de −5,08 % par rapport à 2016 (Côtes-d'Armor : +1,78 %, France hors Mayotte : +2,11 %).
| 1793 | 1800 | 1806 | 1821 | 1831 | 1836 | 1841 | 1846  | 1851  |
| ---- | ---- | ---- | ---- | ---- | ---- | ---- | ----- | ----- |
| 897  | 856  | 893  | 997  | 977  | 978  | 990  | 1 029 | 1 041 |

| 1856  | 1861  | 1866  | 1872  | 1876  | 1881  | 1886  | 1891 | 1896 |
| ----- | ----- | ----- | ----- | ----- | ----- | ----- | ---- | ---- |
| 1 055 | 1 052 | 1 045 | 1 028 | 1 055 | 1 016 | 1 063 | 960  | 934  |

| 1901 | 1906 | 1911 | 1921 | 1926 | 1931 | 1936 | 1946 | 1954 |
| ---- | ---- | ---- | ---- | ---- | ---- | ---- | ---- | ---- |
| 893  | 864  | 855  | 759  | 738  | 724  | 725  | 666  | 615  |

| 1962 | 1968 | 1975 | 1982 | 1990 | 1999 | 2006 | 2008 | 2013 |
| ---- | ---- | ---- | ---- | ---- | ---- | ---- | ---- | ---- |
| 564  | 592  | 636  | 719  | 747  | 856  | 948  | 974  | 968  |

| 2018 | 2022 | - | - | - | - | - | - | - |
| ---- | ---- | - | - | - | - | - | - | - |
| 909  | 896  | - | - | - | - | - | - | - |

## Lieux et monuments

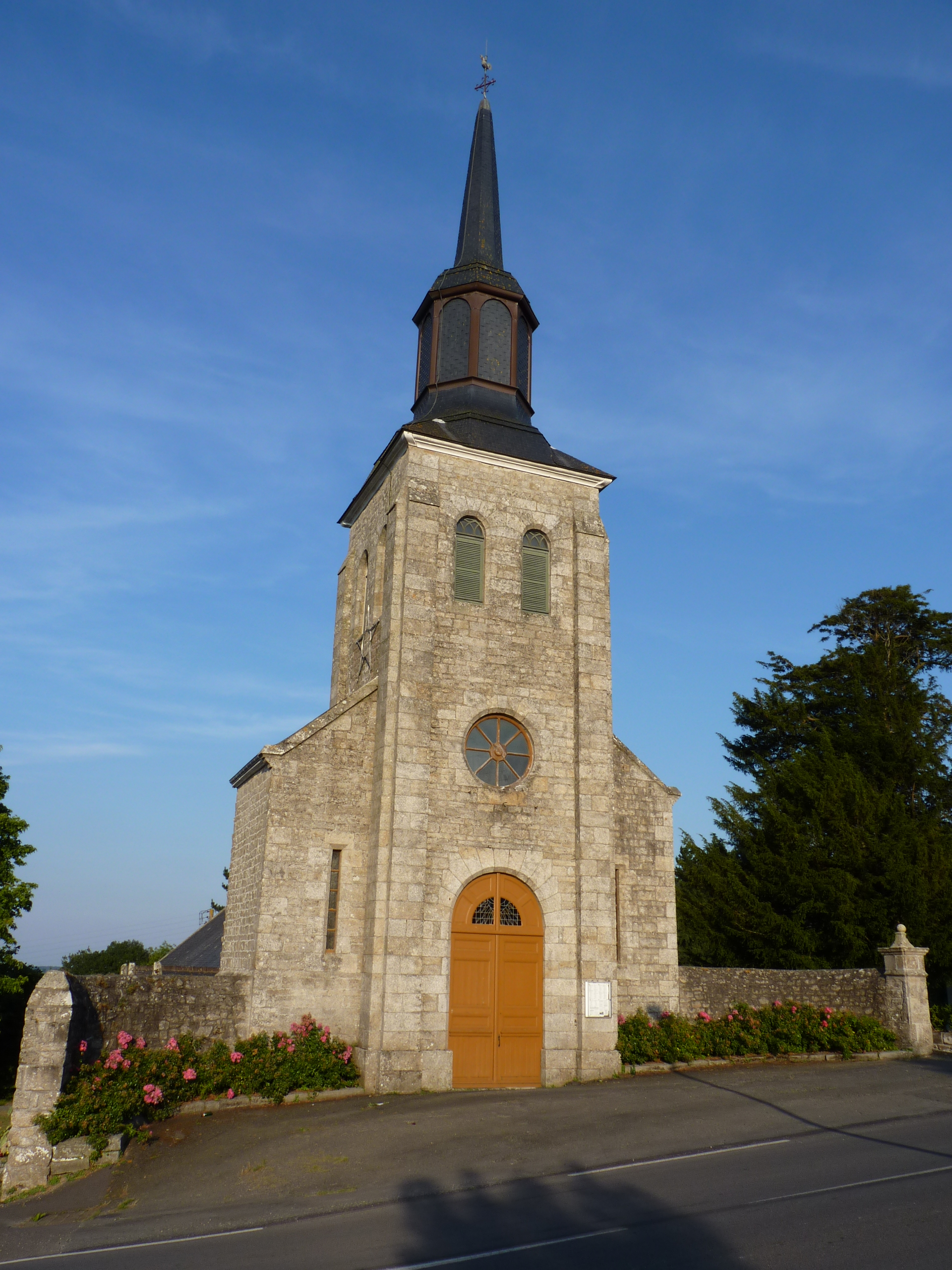
Façade de l’église.

L'église paroissiale Saint-Pierre de Trédaniel comprend une nef avec bas-côtés à sept travées, dont l'irrégularité retrace l'évolution de l'édifice du XIVe au XIXe siècle. Les plans sont de Guépin. La nef est d'origine. Les deux allées adjacentes et le chevet avec remplage sont du début du XIVe siècle. Les quatre travées suivantes, la sacristie hexagonale et le porche, dont le toit, autrefois porté par quatre colonnettes, comporte une poutre aux ornements zoomorphiques, sont bâtis au XVIe siècle. Une aile est ajoutée au nord, face à la chaire, en 1719, le balustre et le pavage en terre cuite sont réalisés en 1743. Vers 1750, la famille Catuellan offrit un tabernacle. Cette famille avait autrefois en sa possession le banc du Plessix-Aulnoir et le banc de Villemeno. Elle avait également une lisière armoriée à l'intérieur de l'église. Un nouveau bénitier est apposé en 1755, alors qu'une poutre ornée est enlevée pour permettre la mise en place du retable l'année suivante. L'aile nord est prolongée en 1784 afin de constituer un véritable bas-côté. En 1792, l'église est profanée et son mobilier est saisi. En 1856 est élevée une tour dessinée par Alphonse Guépin, dont le raccord à l'ancien édifice se fait par l'ajout d'une travée avec architrave. Le 4 mai 1856, la première pierre de l'église est bénite. Huit degrés sont nécessaires pour compenser l'énorme différence de niveau entre la tour et la nef.
La façade sud de l'église Saint-Pierre a été inscrite aux Monuments Historiques le 7 décembre 1925, ainsi que sa croix du XVIe siècle.

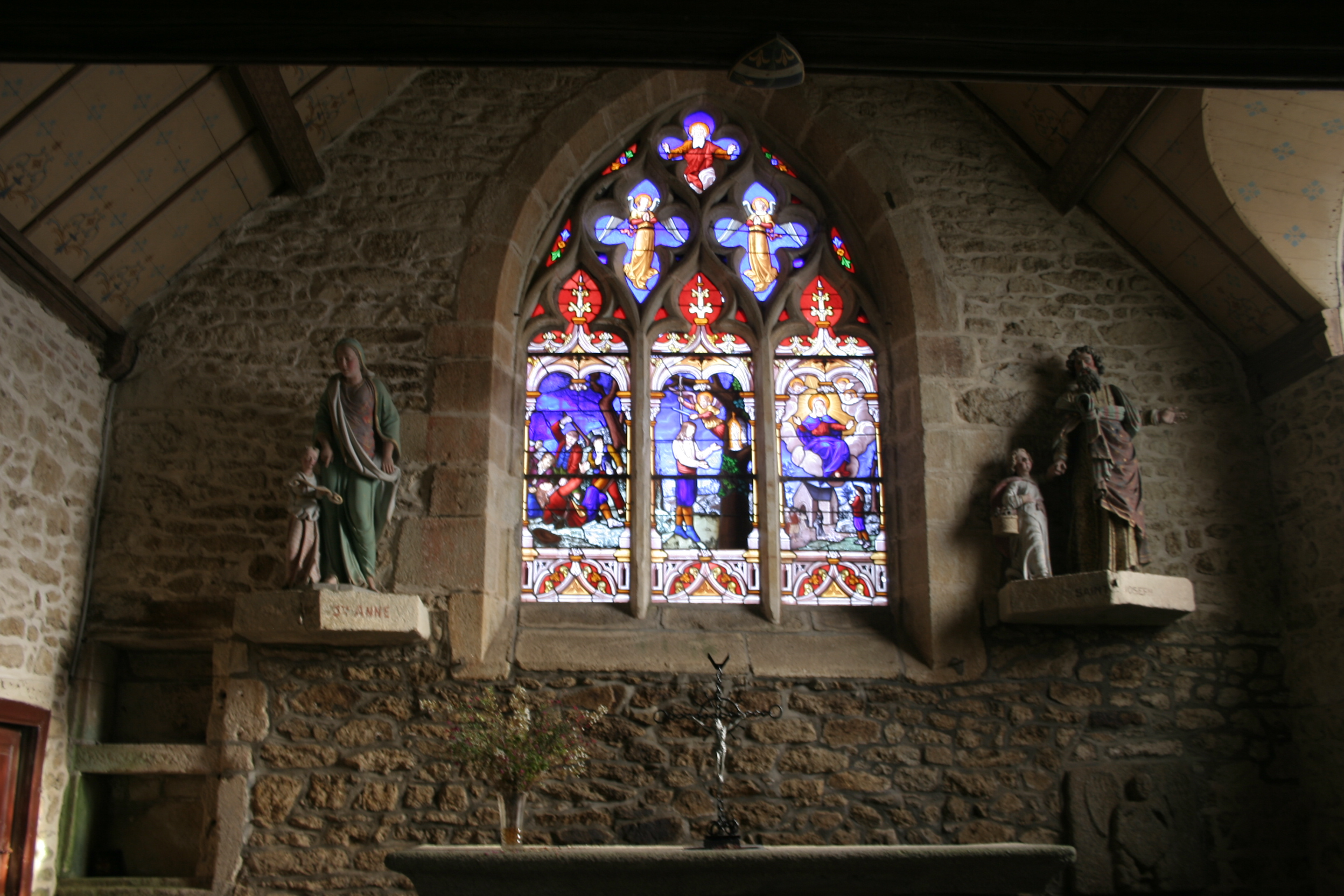
Intérieur de la chapelle.

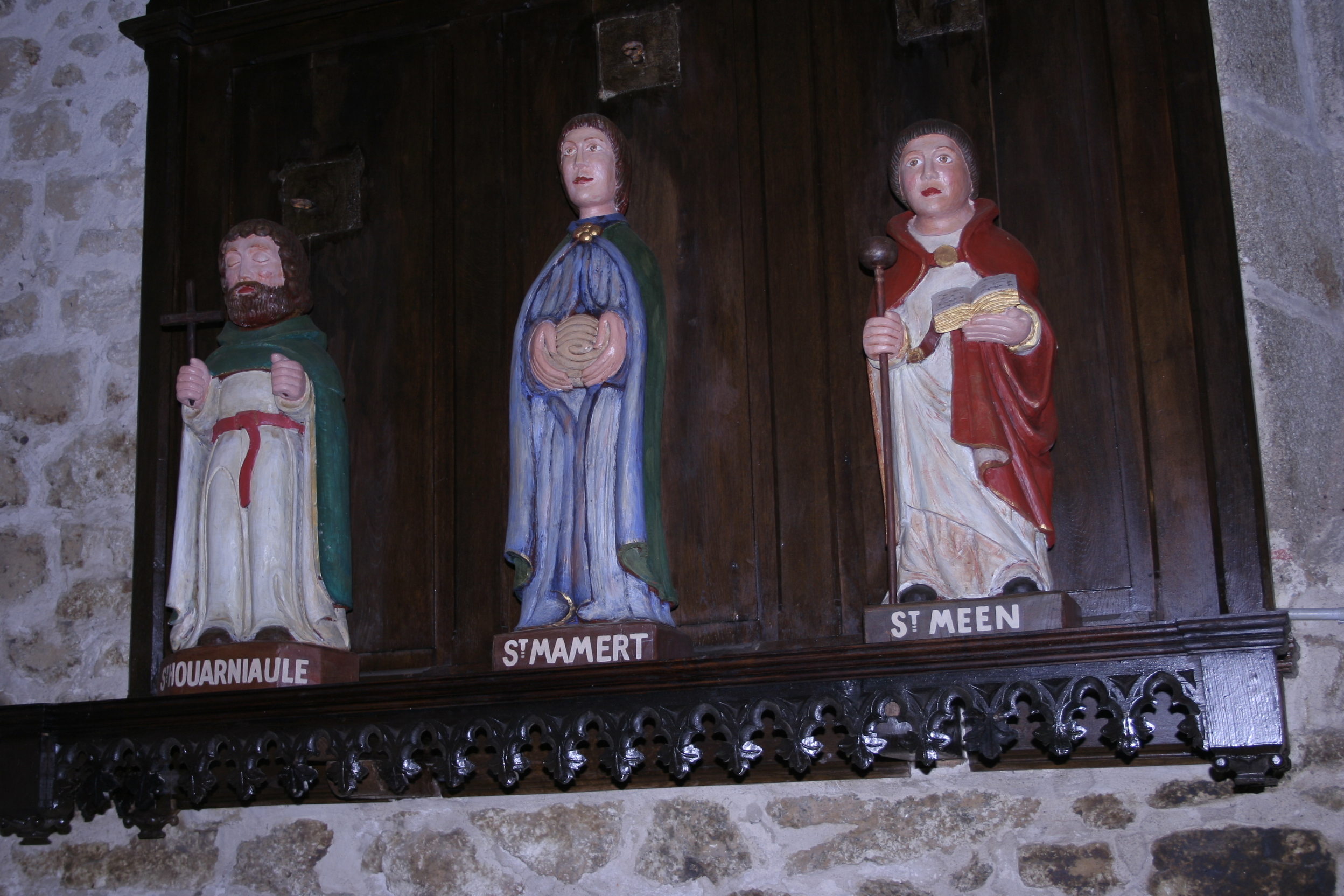
Statue des saints Houarniaul, Mamert et Méen en la chapelle Notre-Dame-du-Haut à Trédaniel.

La chapelle Notre-Dame-du-Haut dont la construction date du XIVe siècle, à laquelle a été ajoutée au XVIe siècle une chapelle privative. Cette chapelle été fermée pendant la Révolution et ouverte le 5 septembre 1806. Elle a fait l'objet d'une restauration en 1747 puis en 1884. Elle comprend une verrière qui a été édifiée au XVIe siècle et restaurée en 1801. Les statues représentent la Vierge, saint Ujane ou Eugénie et  sept saints guérisseurs : saint Avertin ou Ivertin (invoqué pour les maux de tête), Mamert ou Mamère (invoqué pour les maux de ventre et les coliques), saint Hervé ou Houarné ou Houarniaule (invoqué pour les maladies de la peau), saint Lubin (invoqué pour toutes les affections), saint Méen (invoqué pour la folie), saint Hubert (invoqué pour les morsures des chiens et contre la rage) et sainte Eugénie pour les accouchements et contre les maux de tête. Les statues de saint Hubert, saint Ivertin et saint Hervé, du XVIIe siècle, étaient avant dans l'ancienne chapelle de la Magdeleine qui fut un refuge pour les lépreux avant d'être démolie pendant la Révolution.

## Indications Géographiques Protégées (IGP)
Trédaniel appartient à la zone géographique bénéficiant des Indications Géographiques Protégées pour les produits suivants :
- les Volailles de Bretagne ;
- la Farine de blé noir de Bretagne ;
- le cidre breton.